# NGC 5858
NGC 5858 (другие обозначения — MCG -2-39-2, PGC 54075) — эллиптическая галактика (E6) в созвездии Весы.
Этот объект входит в число перечисленных в оригинальной редакции «Нового общего каталога».